# Podzamcze (województwo śląskie)
Podzamcze – wieś w Polsce położona w województwie śląskim, w powiecie zawierciańskim, w gminie Ogrodzieniec, przy drodze wojewódzkiej nr 790.
W latach 1975–1998 miejscowość położona była w województwie katowickim.
Miejscowość znana zwykle błędnie jako Ogrodzieniec, ze względu na znajdujący się w niej średniowieczny zamek Ogrodzieniec, najlepiej zachowany spośród podobnych na Szlaku Orlich Gniazd.

## Rekreacja
W okolicy Podzamcza znajdują się liczne skałki wapienne, cieszące się dużą popularnością wśród wspinaczy. W sąsiedztwie zamku znajduje się rejon skalny nazywany Prawym Podzamczem, gromadzący kilkanaście imponujących ostańców z dużym nagromadzeniem dróg o wysokim stopniu trudności, często przekraczającym stopień VI.5. Skały znajdujące się po przeciwnej stronie drogi wojewódzkiej nr 791 bywają nazywane Lewym Podzamczem. Znajduje się tu skała wspinaczkowa o nazwie Suchy Połeć oraz oferujący kilkadziesiąt dróg na kilku ostańcach i wysokim na 30 metrów murze skalnym rejon Birów. 

## Atrakcje turystyczne
Podzamcze słynie również z innych atrakcji turystycznych, w tym corocznego turnieju rycerskiego.
Na terenie wsi znajduje się także:
- Park Miniatur
- Sanktuarium Matki Boskiej Skałkowej.

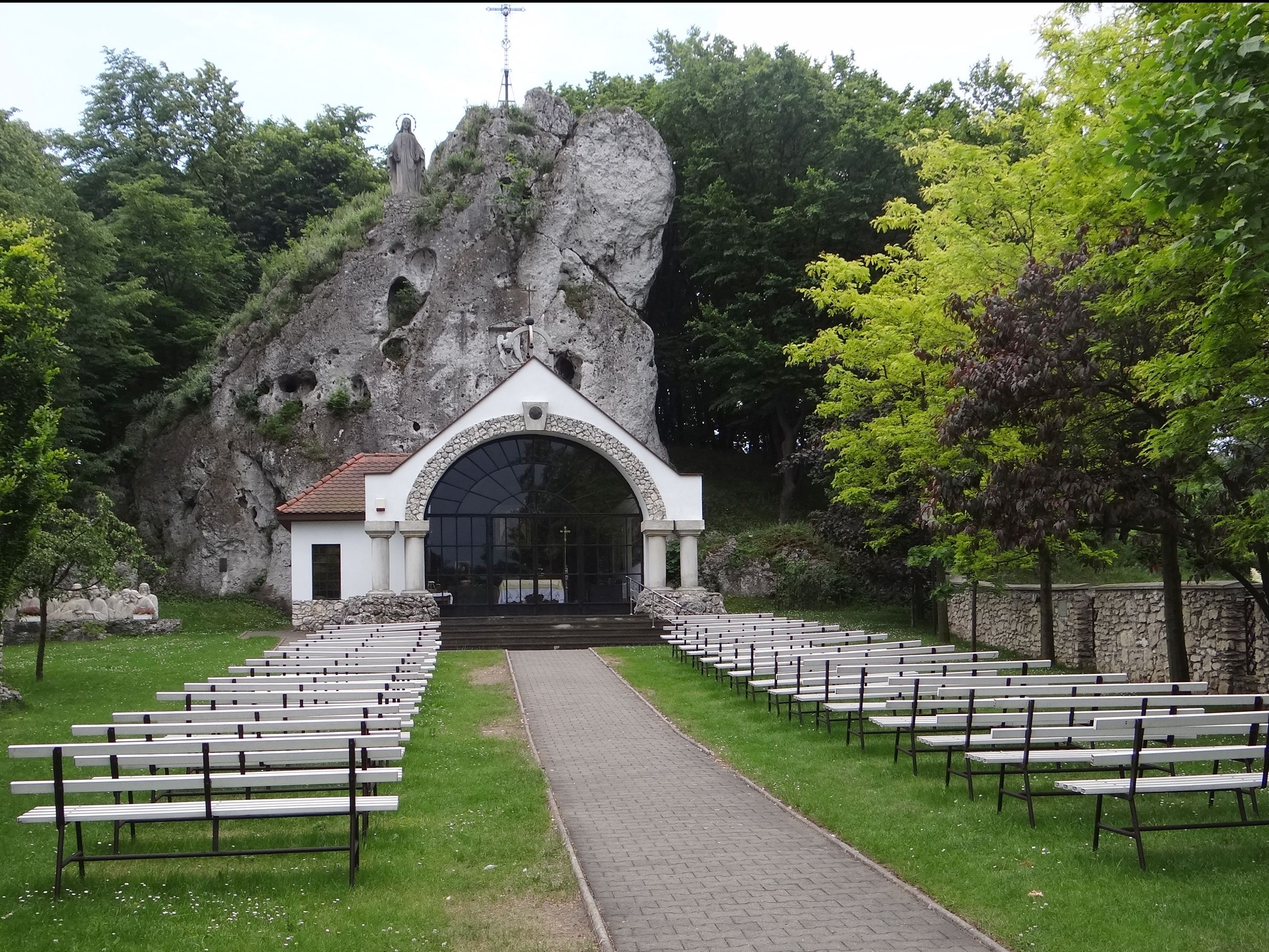
Sanktuarium Matki Boskiej Skałkowej
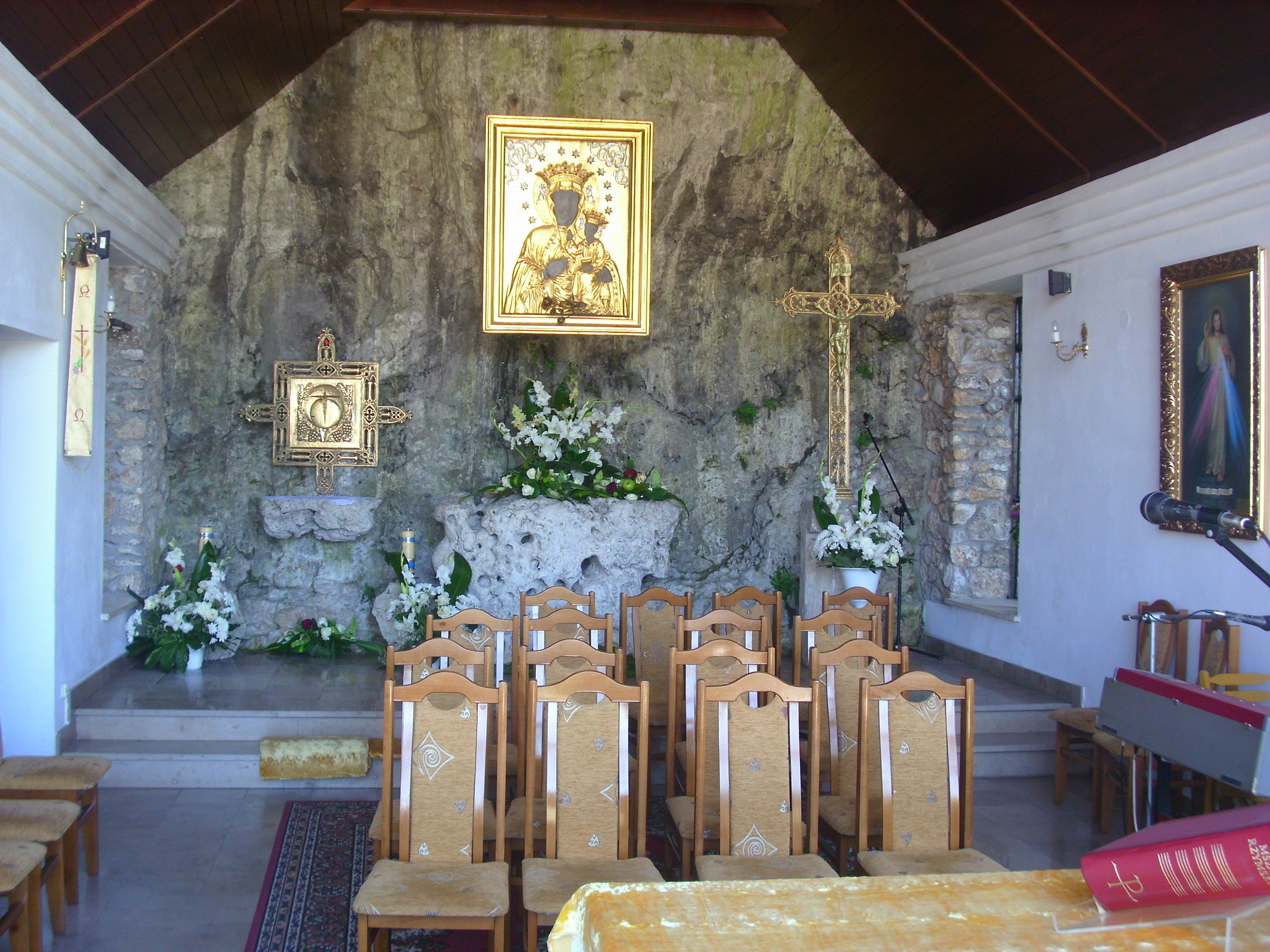
ołtarz Sanktuarium MB Skałkowej
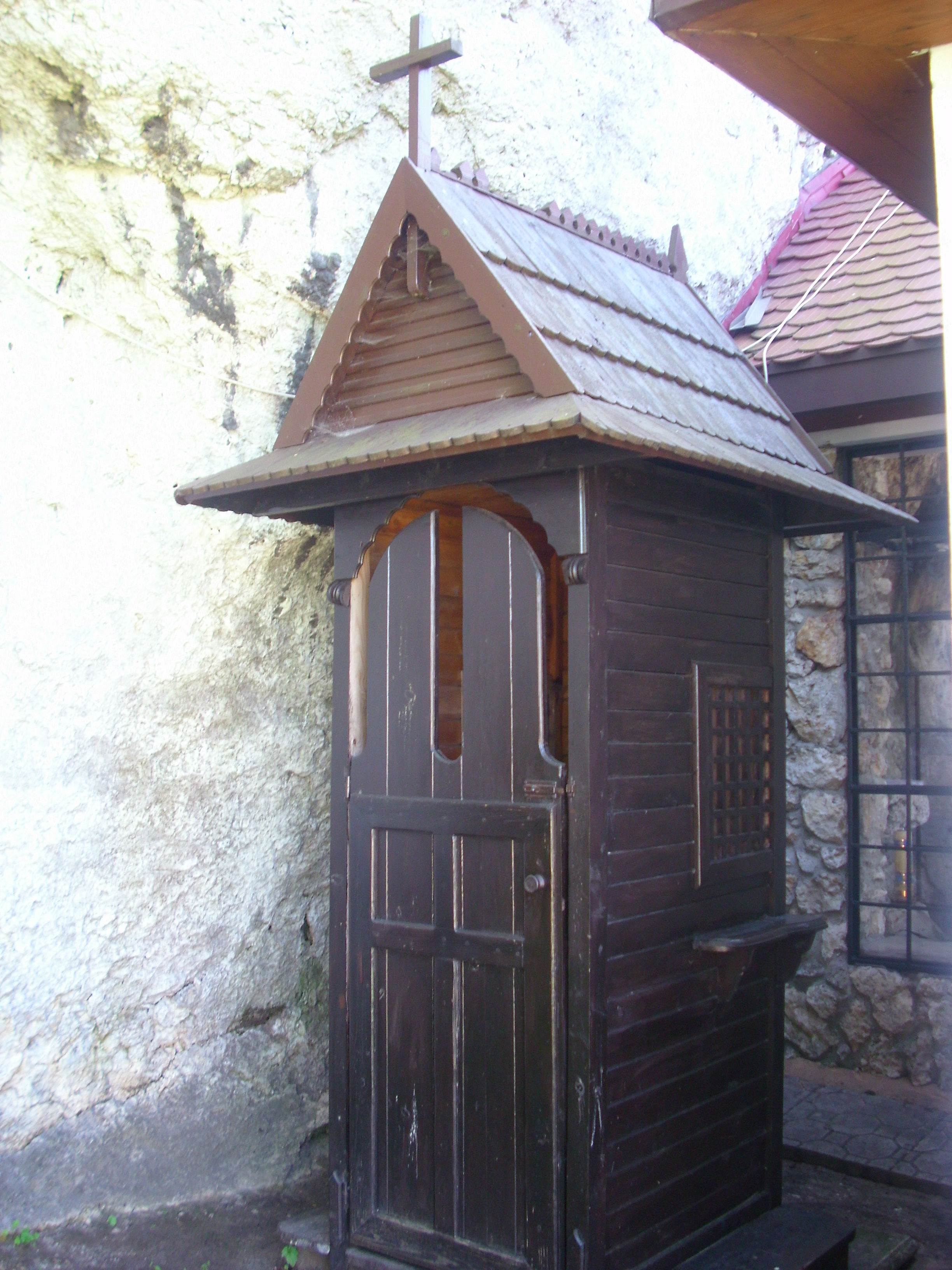
konfesjonał Sanktuarium MB Skałkowej
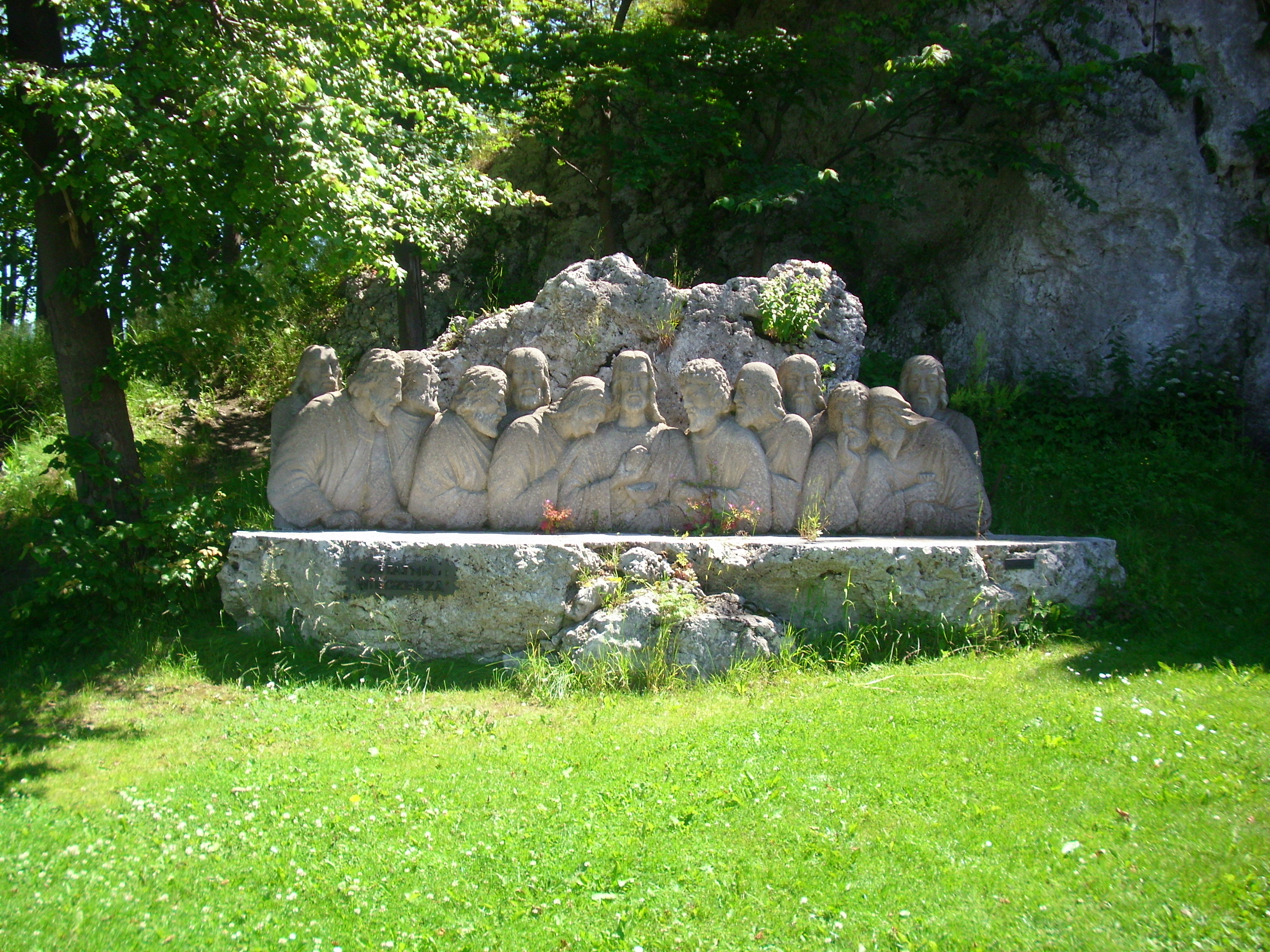
„Ostatnia wieczerza” w rzeźbie
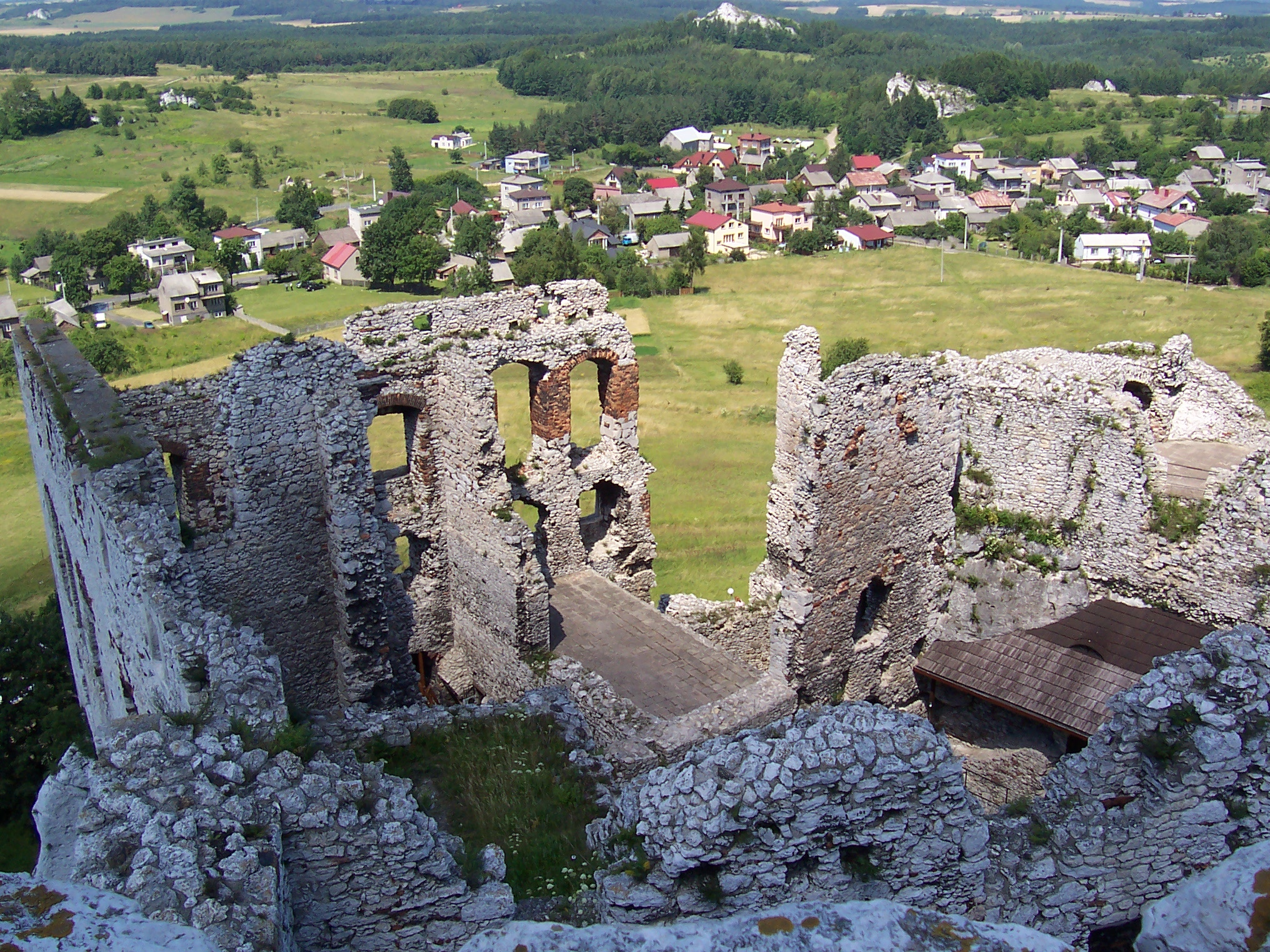
Widok na Podzamcze z zamku Ogrodzieniec
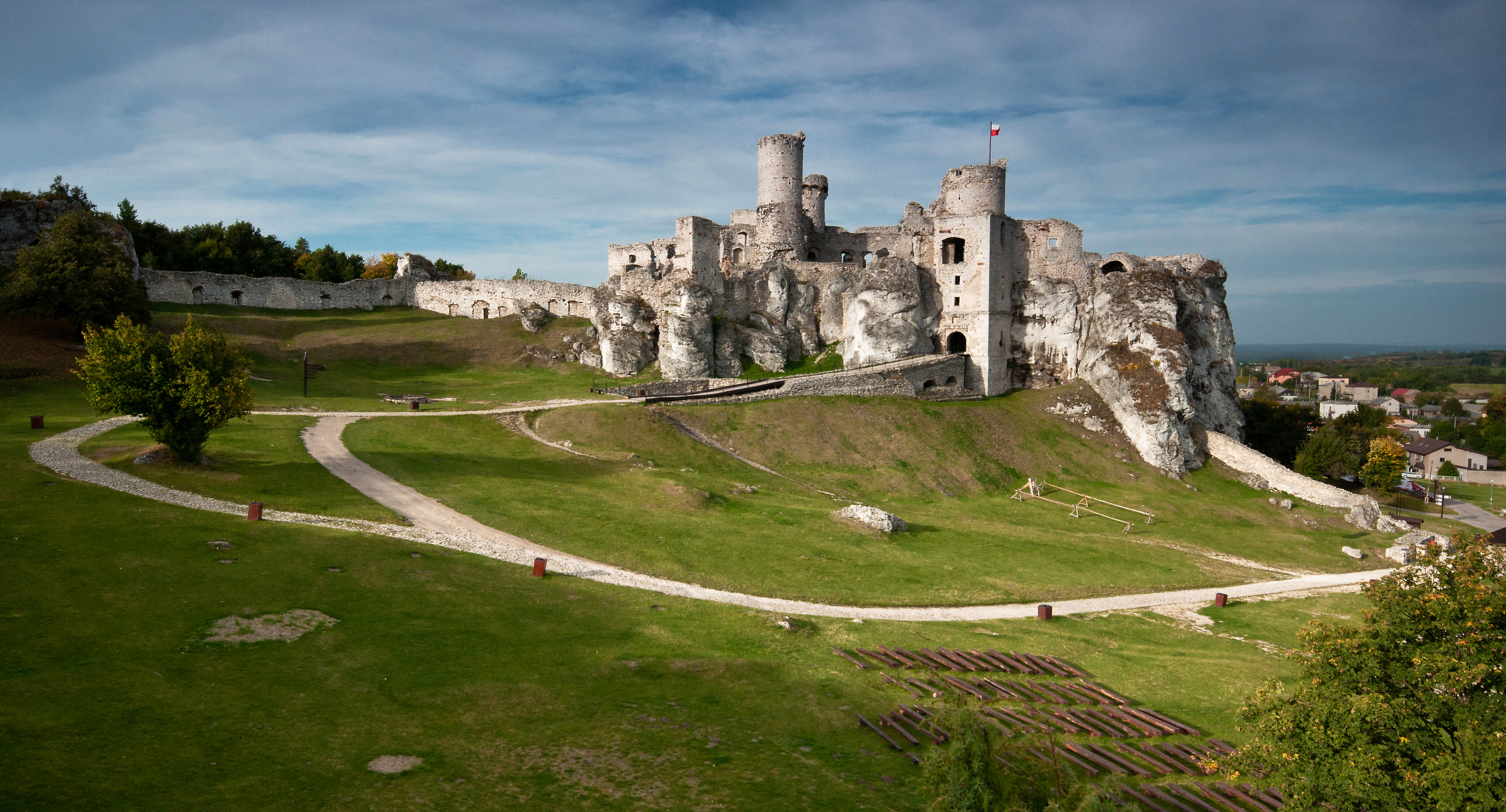
Zamek Ogrodzieniec
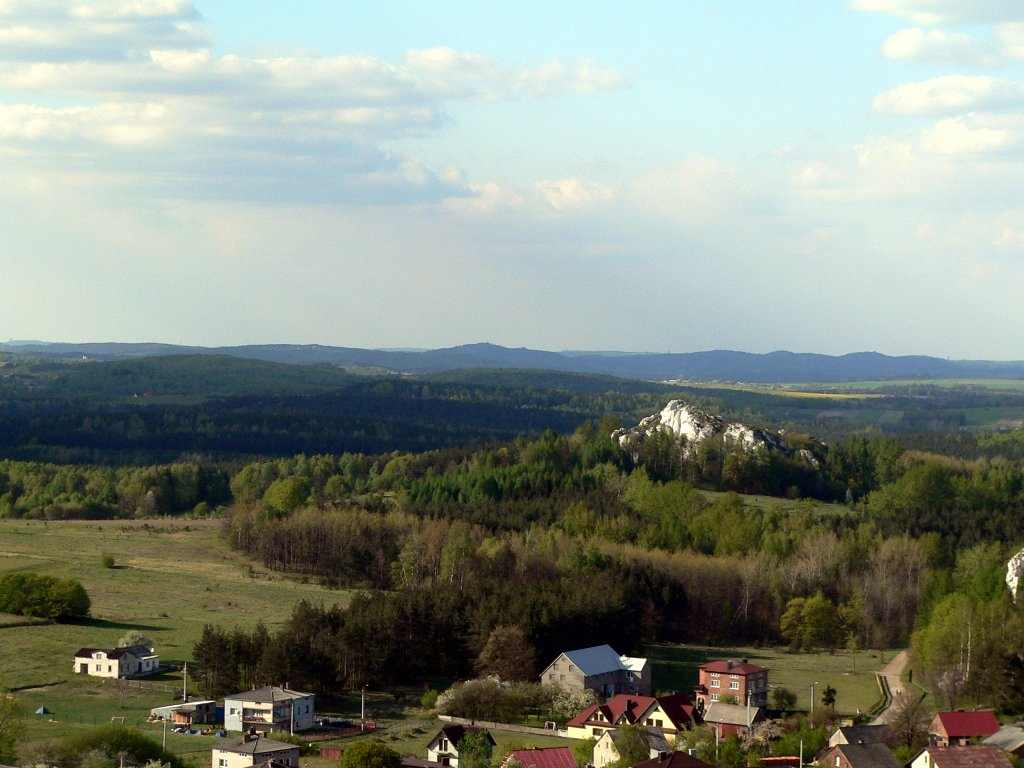
Podzamcze i Góra Birów z zamku Ogrodzieniec